# Данська колоніальна імперія
Данська колоніальна імперія, або данські заморські колонії та дано-норвезькі колонії (дан. De Danske kolonier) — колонії, якими Данія-Норвегія (Данія після 1814) володіла з 1536 до 1953 року. На вершині колонії охоплювали чотири континенти: Африку, Азію, Європу та Північну Америку.
Період колоніальної експансії ознаменував підвищення статусу та влади данців і норвежців у Кальмарській унії. У цей час данці та норвежці дедалі більше вважали себе громадянами тієї самої «державної батьківщини» (Statsfædrelandet), королівства монархів Ольденбурга.
У XVII столітті, після територіальних втрат на Скандинавському півострові, Данія-Норвегія почала розвивати форти з торговими пунктами в Західній Африці, а також колонії в Карибському басейні та на Індійському субконтиненті. Крістіан IV першим започаткував політику розширення заморської торгівлі Данії-Норвегії, як частину меркантилістської хвилі, яка охопила Європу. Перша дансько-норвезька колонія була заснована в Транквебарі (Trankebar) на південному узбережжі Індії в 1620 році. Адмірал Уве Ґ'єдде очолював експедицію, яка заснувала колонію.
Після 1814 року, коли Норвегія була передана Швеції після наполеонівських війн, Данія зберегла те, що залишилося від великих середньовічних колоніальних володінь Норвегії.
Сьогодні єдиними залишками, що залишилися, є дві спочатку норвезькі колонії, які зараз знаходяться в межах Данського королівства, Фарерські острови та Ґренландія; Фарери були графством Данії до 1948 року, тоді як колоніальний статус Ґренландії припинився в 1953 році. Нині вони є автономними установчими країнами в складі Королівстві Данія з самоуправлінням, у відносинах, які називають «Єдність Королівства».

## У Європі
- Норвегія (1380-1814)

### Колишні норвезькі володіння
- Ісландія (1380-1944)
- Фарерські острови (1380-)
- Оркнейські острови (1380-1476)
- Шетландські острови (1380-1476)

### Колишні шведські володіння
- Швеція (1380-1523)
- Фінляндія  (1380-1523)
- Готланд (1361-1645)
- Сконе, Галланд та Блекінге (1360-1660)

### Володіння в Балтії
- Данська Естонія (1219-1346)
- Сааремаа (1561-1645)
- Курляндське єпископство (1561-1583)

### Німецькі володіння
- Рюген (1168-1234)
- Померанія (1185-1227)
- Дітмаршен (1559-1864) )
- Ольденбург (1667-1773)
- Дельменхорст (1667-1773)
- Гельголанд (1714-1807)
- Шлезвіг-Гольштейн (?-1864)

### Володіння в Британії
- Англія (1013-1066)

## Заморські колонії

### В Америці
- Гренландія[3]
- Данські Віргінські острови (Данська Вест-Індія) (до 1917)

### В Африці й Азії
- Данська Гвінея (данські поселення на Золотому Березі, зараз Гана) — 1658-1850
- данські поселення на Цейлоні
- Нова Данія (Нікобарські острови, зараз частина Індії) — 1756-1848/1868
- Данська Індія (Серампор, Транкебар — зараз частина Індії) — 1620-1845

## Спадщина
Ґренландія та Фарерські острови були останніми колоніями Данії. Колоніальний статус Ґренландії припинився в 1953 році, ставши невід'ємною частиною суверенної держави Королівства Данія. У 1979 році Ґренландія отримала самоуправління, а в 2009 році – подальшу автономію, включаючи право на самовизначення. Так само Фарери були включені до Королівства в 1816 році зі статусом графства, а потім отримали самоуправління в 1948 році.